# آلوینا توزلییان
آلوینا ولادیمیری توزلییان (ارمنی: Ալվինա Վլադիմիրի Թոզլիյան؛  ۱۵ سپتامبر ۱۹۹۱) یک بازیگر اهل ارمنستان است. وی از سال ۲۰۱۳ میلادی تا کنون مشغول فعالیت می‌باشد.

## زندگی‌نامه
وی در ۱۵ سپتامبر ۱۹۹۱ در تواپسه به دنیا آمد و از دانشگاه دولتی فرهنگ و هنرکراسنودار (۲۰۱۲) فارغ‌التحصیل شد. وی در تئاتر نوجوانان شهرداری کراسنودار فعالیت می‌کند. 